# Wexfordský operní festival

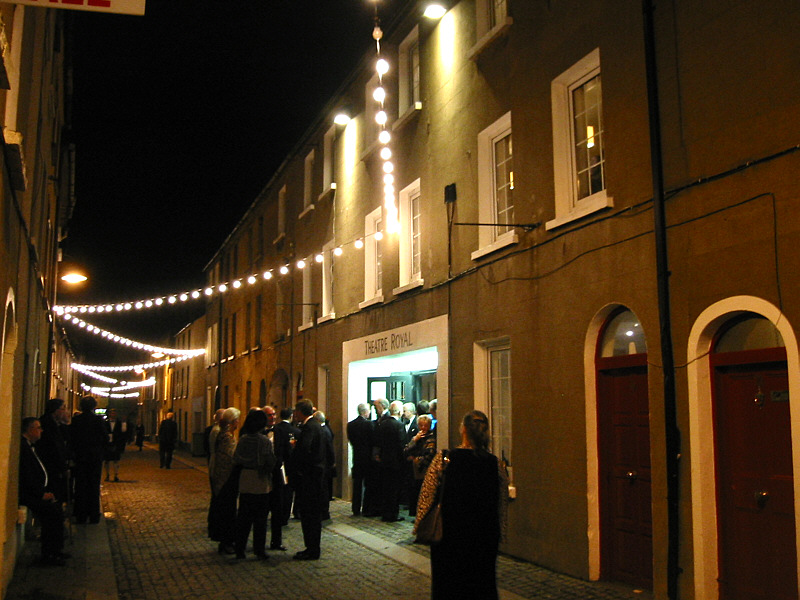
Theatre Royal během operního festival

Wexfordský operní festival (anglicky The Wexford Festival Opera) je klasický hudební festival zaměřený na světovou operní tvorbu, který se koná každý rok v říjnu a listopadu ve Wexfordu v jihovýchodním Irsku.

## Historie

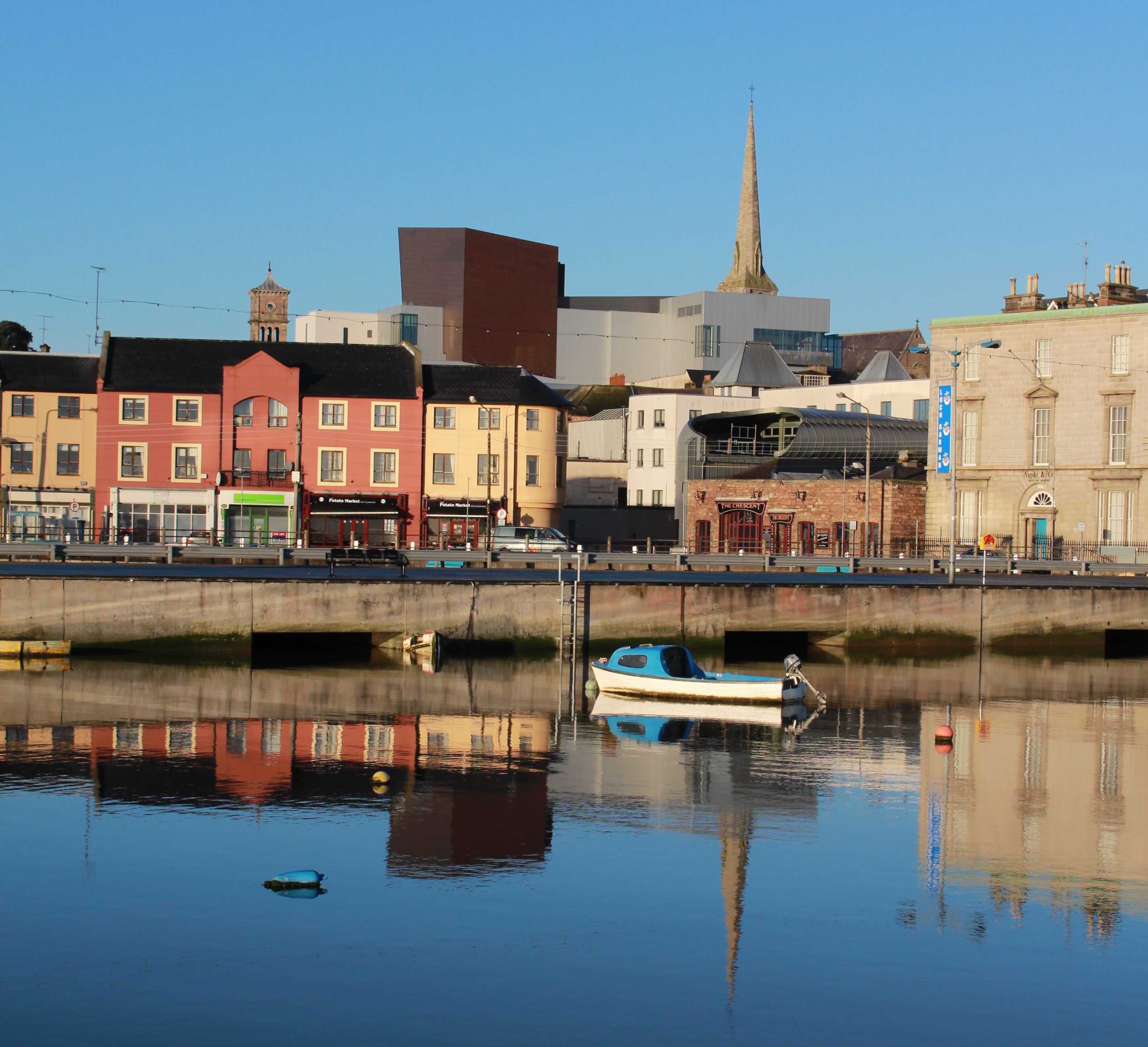
Nově vznikající budova divadla na pozadí starého města

Počátky festival sahají do roku 1951, kdy Tom Walsh a skupina milovníků opery založili hudební tradici. Ta byla založené především na skladbě neobvyklého repertoáru sestaveného z nepříliš často uváděných děl. Ve vedení se vystřídalo sedm uměleckých ředitelů festivalu.
Na programu Wexfordského festivalu se zpravidla uvádějí tři opery a tento koncept je udržován již od samotného vzniku festivalu. Od svého počátku festival angažoval mladé začínající zpěváky, mnozí z nich byli Irové, ale objevilo se zde rovněž poprvé mnoho pozdějších velkých pěveckých jmen z celého světa.
V 60. letech 20. století byly na repertoáru české a ruské opery, a v 70. letech zase zvýšený zájem o opery Julese Masseneta pod vedením Thomsona Smillieho. Francouzské opery pak zase vystřídala italská operní tvorba. Mezitím se však objevovaly také mladší opery, např. od Benjamina Brittena a Carlisle Floyda a během 12letého vedení Elaine Padmorové byla pozvána řada nových zpěváků z celého světa, z nichž někteří zde měli svou premiéru. Byla to také Padmorová, kdo zajistil komerčního nahrávání a rozhlasové přenosy oper.
Na realizaci představení se od roku 1995 pravidelně účastnili také čeští umělci, především pak Pražský komorní sbor pod vedením Lubomíra Mátla (Bedřich Smetana - Hubička, Antonín Dvořák - Rusalka, Stanisław Moniuszko - Strašidelný zámek ad.

## Vedení festivalu
Umělečtí ředitelé wexfordského festivalu:
- 1951–66: Tom Walsh
- 1967–73: Brian Dickie
- 1974–78: Thomson Smillie
- 1979–81: Adrian Slack
- 1982–94: Elaine Padmore
- 1995–2004: Luigi Ferrari
- 2005–: David Agler

Současným uměleckým vedoucím je (od roku 2005) David Agler. Ten dohlíží na vznik nového operního domu s vylepšeným vybavením na místě původního divadla.

## Seznam oper
- Seznam oper uvedených ve Wexfordu